# Lac meromictic
Un lac meromictic este un lac care are straturi de apă care nu se amestecă.
În limnologia fizică și de asemenea în oceanografie, un corp de apă meromictic este un corp de apă stagnant în care circulația verticală a apei nu are loc pe întregul profil de adâncime.

## Caracteristici

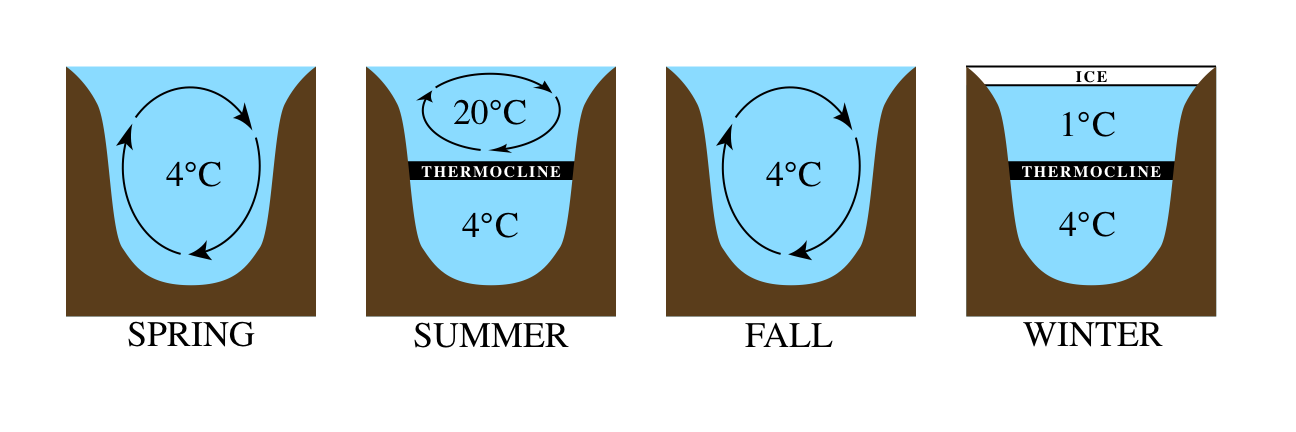
Amestecare holomictică a corpului de apă al lacurilor de adâncime mai mare

Sistemul mixis (amestecare) este un sistem de clasificare a apelor linistite. Aici apele meromictice (parțial amestecate, din greaca veche μέρος / méros, în română parte) stau între holomictic (se amestecă complet) și amictic (nu se amestecă): într-o apă meromictică, amestecarea are loc numai în anumite zone separate, care înseamnă că se formează zone de apă de diferite vârste, în timp ce apa din corpurile de apă stratificate diferit, cum ar fi dimictice sau oligomictice, se amestecă complet cel puțin o dată pe an, în primul anotimp, iar în cel de-al doilea neregulat.
Termenul meromixie a fost inventat de austriacul Ingo Findenegg în 1935 și extins semnificativ de George Evelyn Hutchinson în 1937.
Termenii speciali sunt „dimictici” (lacuri sau corpuri de apă care se amestecă de două ori pe an, în perioada de tranziție, caz normal) și „oligomictic” (lacuri sau corpuri de apă care se amestecă doar o dată la câțiva ani).

## Mecanismul funcționării
Stratul superior care circulă regulat se numește mixolimnion („apă de amestec”), zona de apă adâncă monimolimnion. În mixolimnion, se formează adesea o stratificare de amestecare regulată, permanentă sau intermitentă cu epilimnion (apă de suprafață), metalimnion (strat de fisurare) și, de asemenea, un hipolimnion (strat adânc), numai că acesta este suprapus pe monimolimnion, astfel încât se formează un strat separator caracteristic.
Există două cauze principale posibile.
- Procese induse de temperatură: Se acumulează apa rece la 4 °C (temperatura cu cea mai mare densitate a apei), creând o stratificare a temperaturii (stratul separator: termoclină). Acest mecanism apare în primul rând în climatele temperate sau temperate.[6]
- Salinitatea și alte soluții și amestecuri de apă: Substanțele legate fac apa mai grea și îmbogățită (strat separator: chemoclină).

Apele meromictice formează de obicei o stare stabilă care poate fi spartă doar de evenimente excepționale. Mixolimnionul furnizează în mod regulat monimolimnionul cu apă rece sau îmbogățită. Cele două procese apar, de asemenea în combinație, pe de altă parte, monimolimnia foarte salină poate rămâne stabilă chiar și în apă caldă și adâncă. De exemplu, o suprafață mică de apă în raport cu adâncimea este benefică, ceea ce înseamnă că într-o locație protejată de vânt aproape că nu există suprafață pe care vântul să o atace. Un caz special este Lacul Öden, Styria, care devine meromictic din cauza afluxurilor reci din peștera subterană: curge doar apa caldă de suprafață, adâncimea rămâne stratificată chimic.
Mixolimnionul pierde prin sedimentare în mod constant biomasă și astfel nutrienți pentru monimolimnion. Acest lucru creează adesea condiții anaerobe (fără oxigen) în apele adânci. Un exemplu binecunoscut este Marea Neagră, cel mai mare bazin meromictic de pe pământ, care este de nelocuit pentru organismele superioare la adâncime. Metanul, amoniul, hidrogenul sulfurat și produsele finale metabolice similare se pot de asemenea acumula în acest fel.
Un exemplu de biotop independent cauzat de un corp de apă meromictic este Ongeim'l Tketau (Jellyfish Lake, „lacul cu meduze”) din Palau, o rămășiță marină izolată cu populația sa de meduze și anemone de mare în mixolimnion, o zonă plutitoare, strat de bacterii din genul Chromatium (Chromatiaceae) pe chemoclina subțire, foarte acidă și cu apa adâncă anoxică.

## Lista lacurilor meromictice
Lacurile meromictice există peste tot în lume. Distribuția pare a fi inegală, dar acest lucru se poate datora cercetării incomplete. În funcție de definiția exactă a „meromictic”, raportul dintre lacurile meromictice și holomictice din întreaga lume este de aproximativ 1:1000.

### Africa

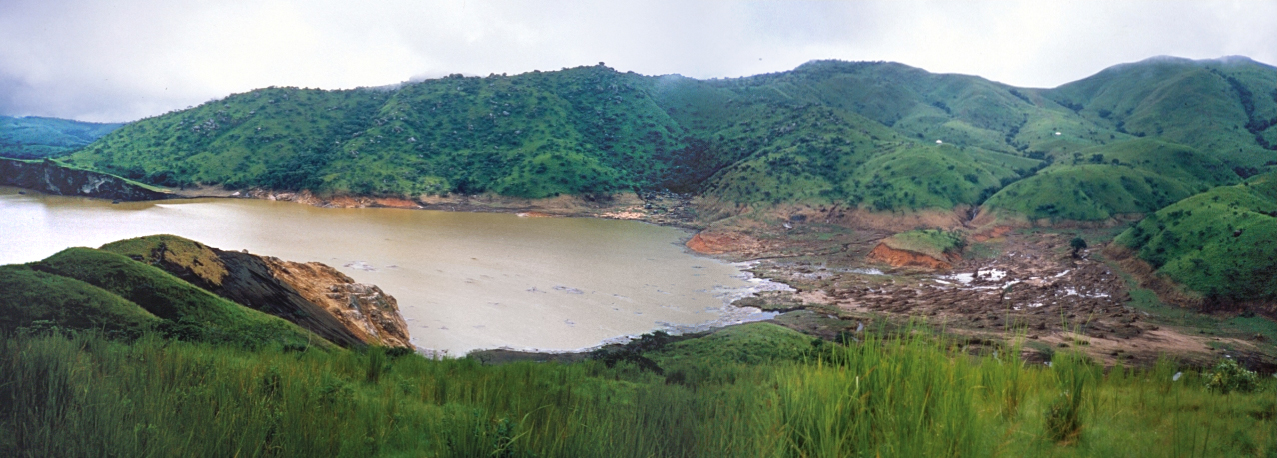
Lacul Nyos după erupția din 1986

- Lacul Nyos și Lacul Manoun în Kamerun[10][11]
- Lacul Kivu în Ruanda / Republica Democratică Congo[10]
- Lacul Tanganyika în Burundi / Republica Democratică Congo / Zambia[10]
- Lacul Nyasa în Malawi / Mozambic / Tanzania[10]

### Antarctica

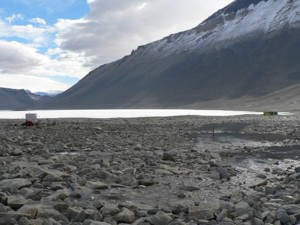
Lacul Vanda acoperit de gheață cu Râul Onyx în primplan (dreapta)

- Lacul Vanda în Zona Antarctică Neozeelandeză
- Lacul Fryxell în Victoria Land
- Burton Lake, un lac meromictic și lagună sărată.[12]

### Asia
- Lacul Van, Turcia[10]
- Matanosee, în estul insulei indoneziană Sulawesi[10]
- Ongeim'l Tketau (Lacul cu meduze), insula Eil Malk, Republica Palau.

### Australia
- Tasmania

- Lacul Fidler (Lake Fidler), aproape de Gordon River în Tasmania, Australia.

### Europa
- Austria

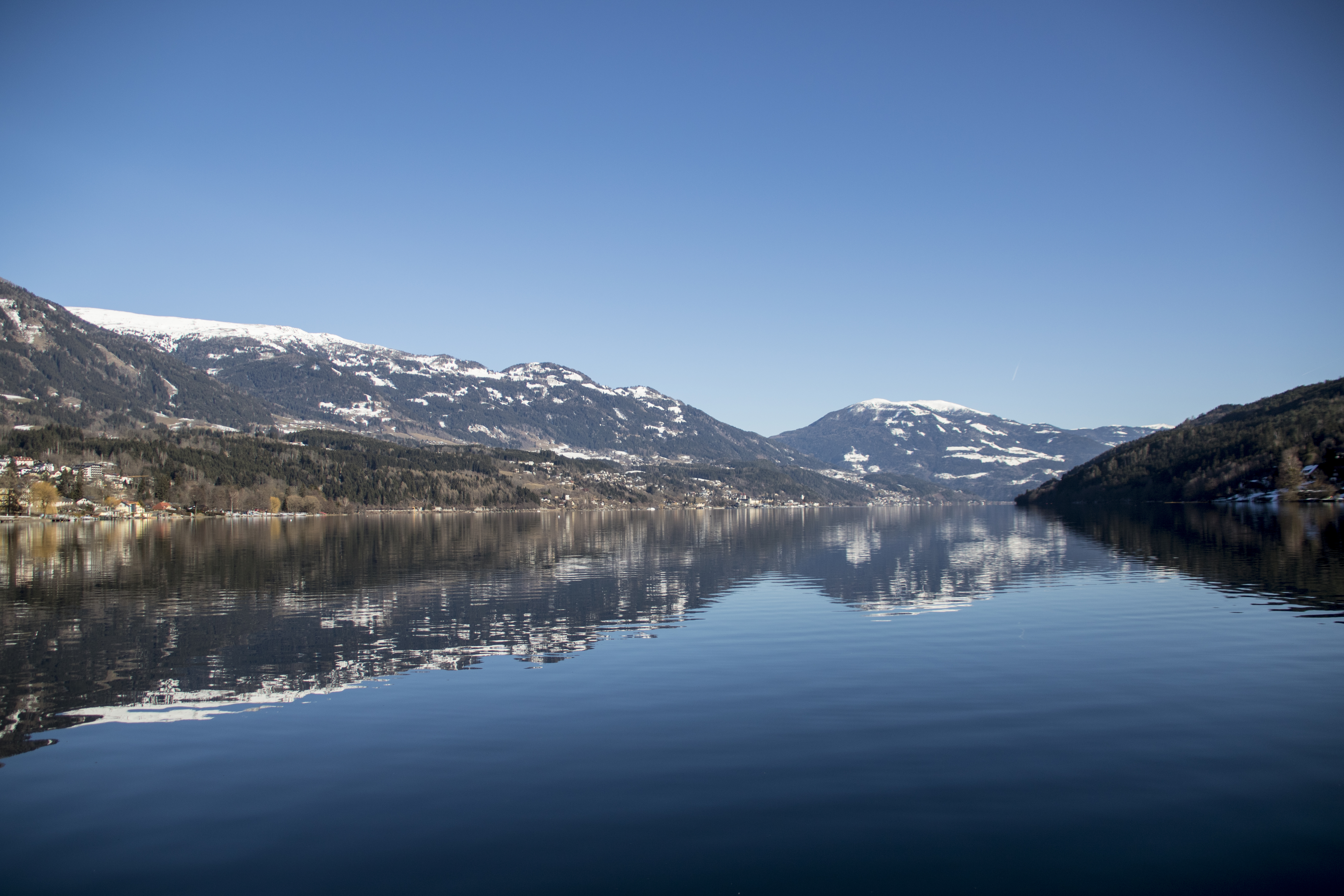
Lacul Millstätt primăvara

- Lacurile Kärntner, Lacurile Alpine din Bundeslandul Kärnten, studiate de Ingo Findenegg în anii 1930: Lacul Wörther (adâncimea amestecării 45–60 m), Lacul Millstätter (50–80 m), Lacul Weißen (40–60 m), Lacul Klopeiner (30 m), Lacul Läng (15 m) și Lacul Goggau (8 m)
- Lacul Toplitz și Lacul Öden în Salzkammergut

- Germania

- Lacul Alat, mic lac alpin în apropierea orașului Füssen, Bavaria, aproape de granița austriacă (adâncimea amestecării 15–18 m).

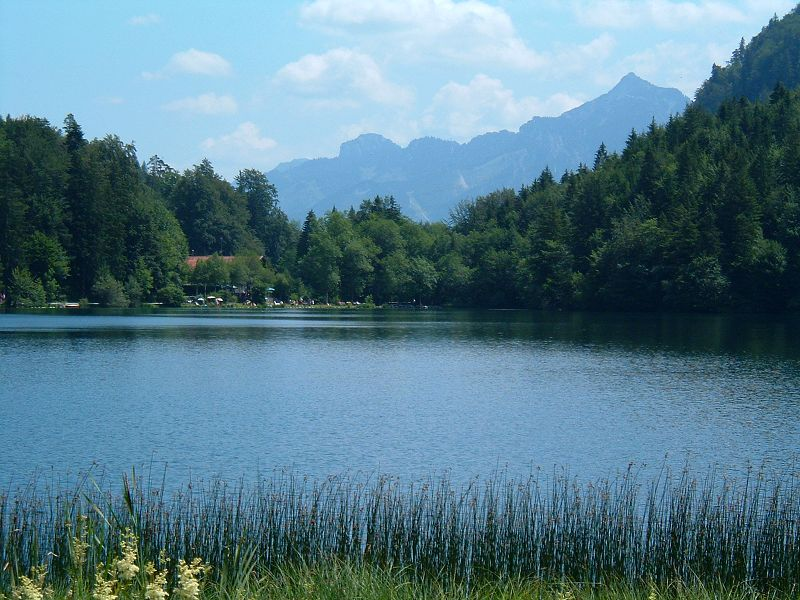
Vedere spre Alatsee la SV de Füssen

- Ulmener Maar, Weinfelder Maar și Schalkenmehrener Maar
- Marele Lac Goitzsche (de Zadereev et al. numit ca Lake Goitsche), Lacul Raßnitzer și Wallendorfer See
- Lacul Hemmelsdorfer, Südbecken

- România

- Lacul Fără Fund lângă Ocna Sibiului în Ardeal
- Lacul Ursu, Sovata
- Lacul Ocnei alias Lacurile Durgău, Lacul Numărul 4 lângă Turda

- Marea Neagră

### America
- Canada

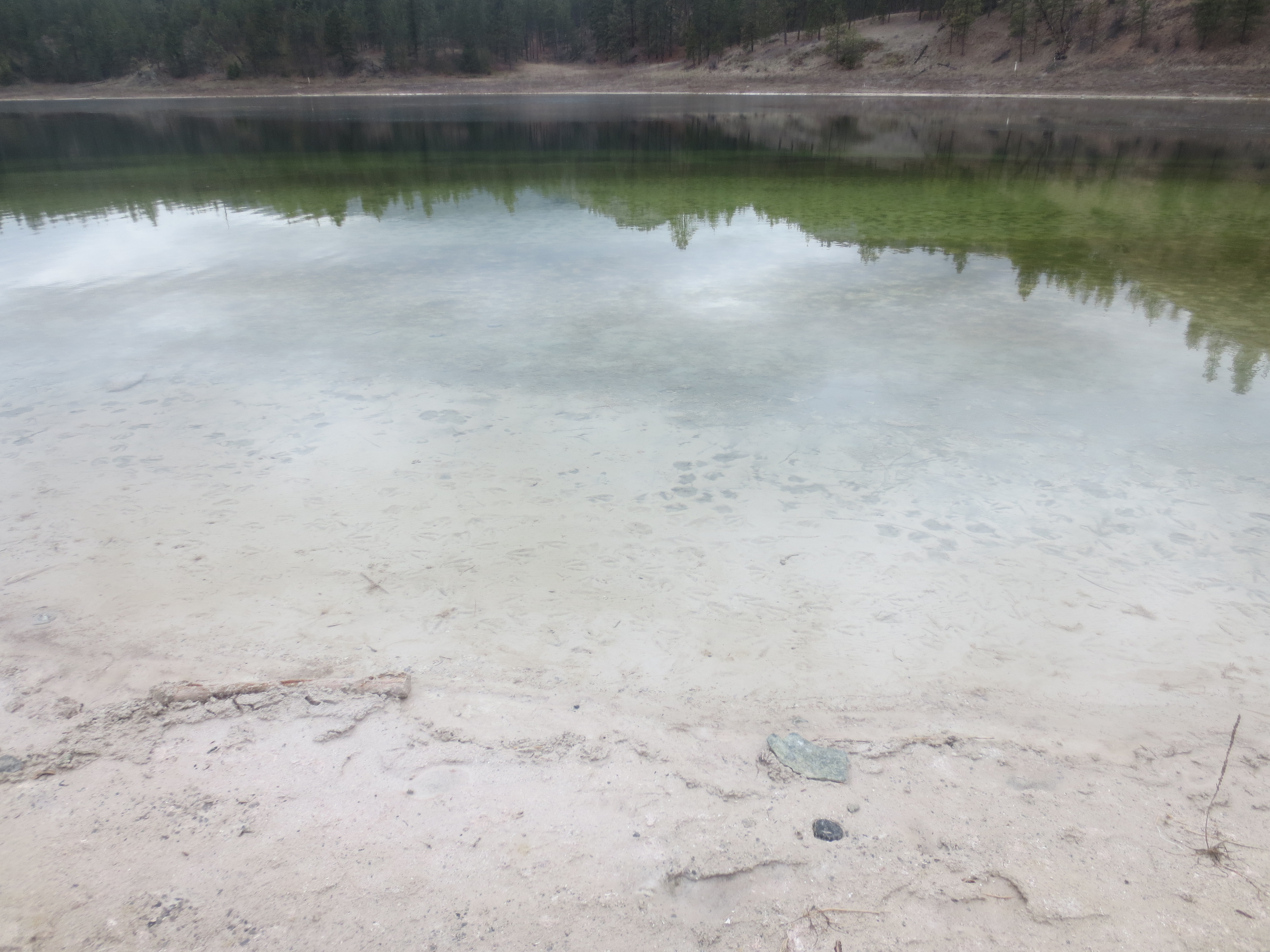
Dimineață de iarnă la lacul sărat meromictic Lacul Mahoney

- Lake A și Lake C1 pe Ellesmere Island, Nunavut
- Crawford Lake lângă Milton (Ontario)
- Mahoney Lake im Okanagan Valley, British Columbia
- Mahoney Lake im Okanagan Valley, British Columbia

- SUA

- Big Soda Lake, la NV de Fallon, Nevada.

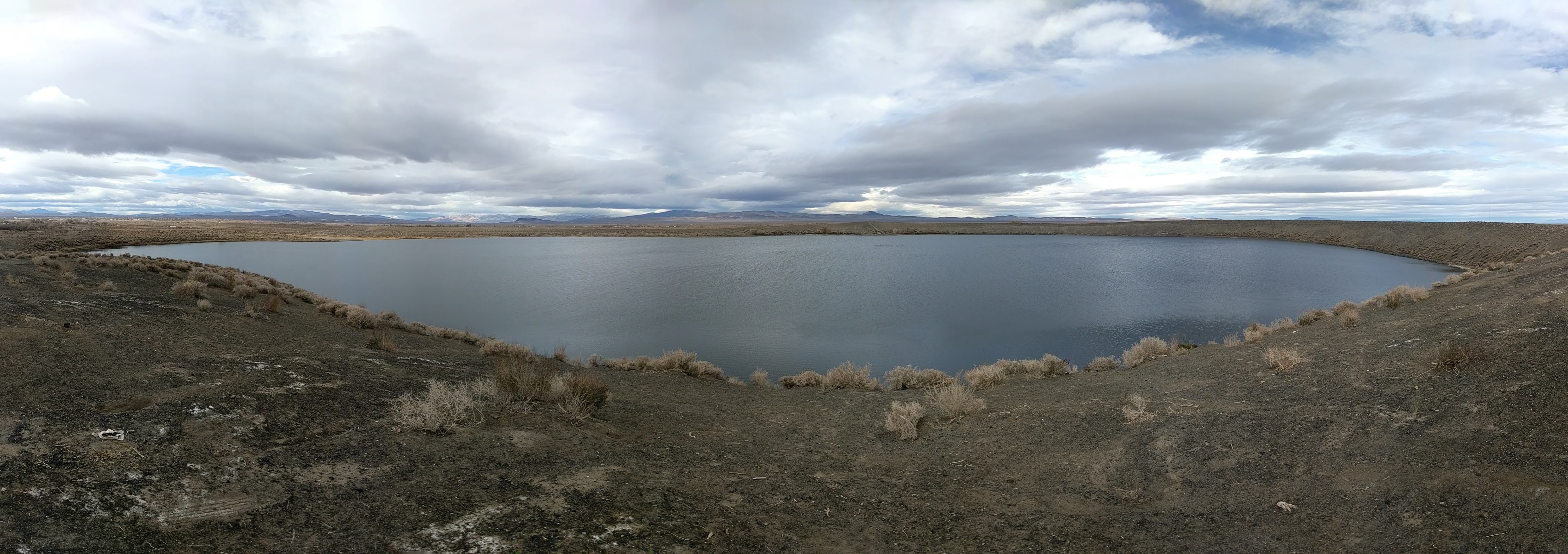
Big Soda Lake lângă Fallon (Nevada)

- Marele Lac Sărat lângă Salt Lake City (Utah).
- Redoubt Lake (alias Kunaa Shak Áayi) lângă Sitka, Alaska; unul dintre cele mai mari lacuri meromictice din America de Nord.
- Soap Lake (lac), Soap Lake (City), Comitatul Grant, Washington.

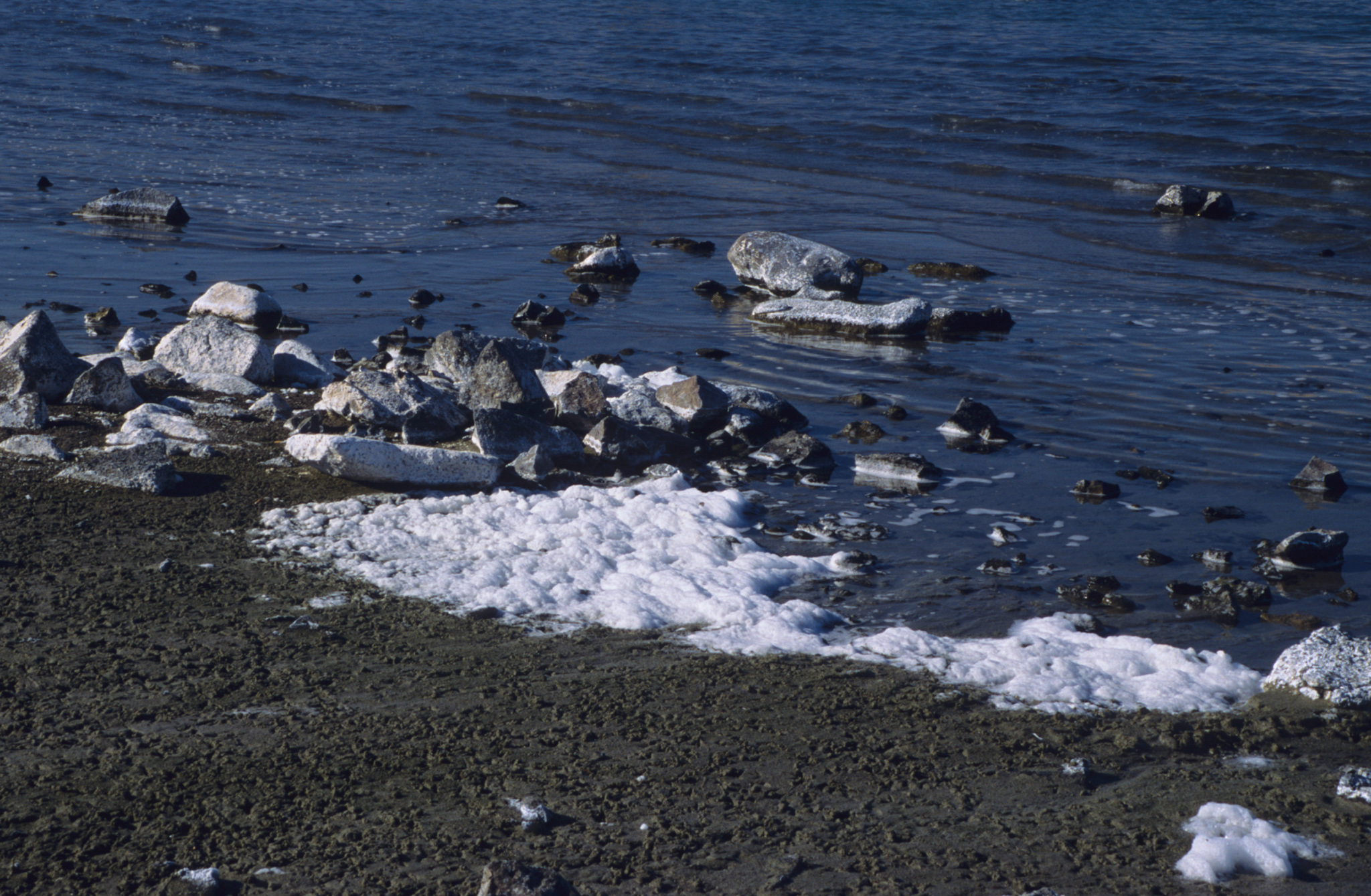
Spumă pe malul lacului Soap Lake în statul Washington